# باش‌اورن (شهود)
باش‌اورن (به ترکی استانبولی: Başören) یک منطقهٔ مسکونی در ترکیه است که در شهود (شهر) واقع شده‌است.